# 西奥多·罗斯福岛
西奥多·罗斯福岛位于美国华盛顿特区波托马克河中的面积88.5-英畝（358,000-平方）岛屿，也是一处国家纪念碑 。南北战争期间，它被用作美国有色人种部队的训练营。该岛是西奥多·罗斯福协会为纪念第 26 任总统西奥多·罗斯福而赠予联邦政府的。在此之前，该岛一直被称为我的主岛、巴巴多斯岛、梅森岛、阿诺斯坦岛和阿纳科斯廷岛。
该岛由美国国家公园管理局维护，是附近乔治华盛顿纪念公园大道的一部分。 这片土地通常被维护为一个自然公园，有各种小径和一个以罗斯福雕像为特色的纪念广场。岛上不允许汽车或自行车进入，从波托马克河西岸的弗吉尼亚州阿灵顿的人行天桥可到达该岛。
“在 1930 年代，景观设计师将梅森岛从被忽视、杂草丛生的农田改造成西奥多·罗斯福岛，这是美国第 26 任总统的纪念碑。他们构思了一个“真正的森林”，旨在模仿曾经覆盖该岛的天然森林。今天，穿越树木繁茂的高地和沼泽低地的数英里小径纪念了一位伟大的户外运动爱好者和环保主义者的遗产。”
乔治城和约翰肯尼迪表演艺术中心位于该岛的北方和东方。

## 流行文化中
- 欧尼斯特·汤普森·西顿写的一个故事“The Royal Analostan”提到该岛是虚构猫品种的起源。
- 2014 年的电影美国队长2：冬日战士将小岛描述为虚构的神盾局总部。
- 2019 年电子游戏汤姆克兰西：全境封锁 2 中，该岛是一种人造流行病爆发后隔离工作失败的地点。被隔离在岛上的公民激进化为一个名为“Outcasts”的团体，这是游戏的主要敌对派系之一。